# Rosa Smith Eigenmann
Rosa Smith Eigenmann est une ichtyologiste américaine, née le 7 octobre 1858 à Monmouth (Illinois) et morte le 12 janvier 1947 à San Diego.
Elle est l’une des premières femmes  ichtyologiste. Elle cosigne de nombreuses publications avec son mari Carl H. Eigenmann (1863-1927) et quelque cent cinquante espèces sont créditées à leurs deux noms.

## Biographie
Elle est la dernière d’une famille de neuf enfants originaire de Californie. Sa famille part s’installer dans l’Illinois pour fonder un journal. Mais Rosa est d’une santé fragile, aussi ils repartent en Californie et s’installent à San Diego. Passionnée très tôt par l’histoire naturelle, elle rejoint la San Diego Society of Natural History.
David Starr Jordan (1851-1931) visite San Diego en 1879. Il rencontre alors Rosa mais il existe plusieurs versions sur les détails de leur rencontre. À cette époque, elle avait découvert un poisson, Othonops eos, vivant dans une grotte de la péninsule de Point Loma. Jordan est impressionné et l’encourage à venir étudier auprès de lui à l’université de l'Indiana. Elle y séjourne deux ans mais doit retourner auprès de sa famille à cause de problèmes de santé. C’est dans cette université qu’elle fait la rencontre de Carl Eigenmann et continue de correspondre avec lui après son retour en Californie. Elle fait paraître ses premières publications sur ce poisson cavernicole et sur d’autres espèces.
Carl, après avoir été diplômé, vient en Califorme et ils se marient le 20 août 1887. Ils séjournent à l’université Harvard pour y étudier des collections ichtyologiques.
Après plusieurs années à San Diego, Carl est nommé professeur en Indiana. Leur collaboration, qui s’était traduite par la publication de nombreux travaux en commun, se réduit. L’une de leur fille est handicapée et l’un de leur fils doit être placé dans une institution, une charge qui échoit à Rosa. Elle cesse dès lors toute activité scientifique.

## Note
1. ↑  « https://siarchives.si.edu/collections/siris_arc_367009 » (consulté le 5 février 2019)
2. ↑  « https://archives.iu.edu/catalog/InU-Ar-VAA2620 »
3. ↑  Soit fait à l'une des réunions de la Société, soit en louant un cheval et un attelage qui la croise.